# Diplogale hosei
La civeta de las palmeras de Hose (Diplogale hosei), es un mamífero carnívoro perteneciente a la familia Viverridae endémico en el norte de Borneo. También es conocida como tani (en Dusun), toni (en Kadazan), perayen (en Penan) o musang hitam pudar (en Malasia). 
Lo poco que se conoce acerca de esta especie proviene principalmente de 17 especímenes en diferentes museos del mundo (el primero de ellos obtenido por C. Hose en 1891 en Sarawak). No fue hasta 1997 cuando el primer ejemplar vivo fue capturado en Brunéi; sin embargo, fue liberado a los dos meses. No existe ningún individuo de la especie en cautiverio.
Es la única especie del género monotípico Diplogale.

## Apariencia
La parte superior (desde la nariz hasta la cola, incluyendo la cara externa de las cuatro extremidades) es obscura (marrón obscuro a marrón negruzco) y la parte inferior (desde la barbilla a la punta de la cola y la cara interna de los miembros) es blanca o de color blanco con un ligero tinte gris. Tiene un aro gris alrededor de los ojos, tiene vibrisas muy largas de color blanco. Los dos orificios nasales protruyen ampliamente y en forma divergente hacia los lados. La planta de los pies son pálidas y las almohadillas plantares de color marrón. Los dedos de los pies están parcialmente palmeados, con parches de pelo corto entre las almohadillas.
La longitud corporal de esta civeta es de 472 – 540 mm, con una cola de 298 – 346 mm, tiene un peso estimado entre 1,4 – 1,5 kg y 40 piezas dentales.

## Comportamiento
La civeta de las palmeras de Hose es tanto crepuscular como nocturna y se cree que es de las más terrestres entre las civetas de las palmeras. se piensa que construye guaridas en cavidades entre las rocas y troncos de árboles. 

## Dieta
Poco se sabe sobre la dieta de la civeta de Hose; se cree que se alimenta de peces pequeños, camarones, cangrejos, ranas e insectos entre rocas cubiertas de musgo y arroyos. El único individuo que permaneció cautivo se alimentaba solo de carne de pescado y no consumía frutas, la dieta preferida de todas las civetas de Borneo. 

## Distribución y hábitat
Se tiene registro de la especie, solo en algunas localidades de Sarawak y Sabah en lado malayo de Borneo y en Brunéi; no se tiene registro fiable de su presencia en Kalimantan (lado indonesio de Borneo).
Se han reportado muy pocos avistamientos en su medio natural de la especie, realizándose la mayoría principalmente en el bosque de montaña de baja altitud y bosques maduros mixtos de árboles de la familia Dipterocarpaceae.
Algunos avistamientos recientes, incluyen una captura en Brunéi y una foto obtenida de una cámara trampa en el bosque bajo del Parque Nacional de Kinabalu en Sabah. Otra foto obtenida en Kalimantan parece provenir de la especie, pero su procedencia es discutida.
Parece ser que los hábitats preferidos de la especie es el bosque húmedo, musgoso, cerca a rocas cubiertas de musgo y caídas de agua.

## Conservación
Actualmente, los factores para determinar su futuro a largo plazo, como la densidad de población, rango de distribución y patrones de dispersión son por completo desconocidas, siendo imposible por ello implementar medidas específicas de protección. No existen áreas protegidas dentro de su rango que puedan albergar una gran población; sin embargo, en Brunéi y Sabah, se hn reportado individuos en Parque Nacional Temburong y el Parque Nacional de Kinabalu. La Lista Roja de la UICN la catalogó en 2008 como especie vulnerable Esta clasificación se basa en lo restringido de su rango de distribución y la pérdida extensa de su hábitat a causa de la deforestación y la conversión de los bosques en áreas de cultivo. la caza puede incrementar la amenaza para la especie. Es posible que la especie sea catalogada en un nivel más alto de amenaza en la medida que se posea más información sobre su población y distribución; se considera urgente el inicio de estudios sobre estos tópicos para la especie.